# Großaign (Eschlkam)
Großaign ist ein Gemeindeteil und eine Gemarkung von Eschlkam, einem Markt im Oberpfälzer Landkreis Cham.

## Geographie
Das Kirchdorf Großaign liegt im Naturpark Oberer Bayerischer Wald, unweit der tschechischen Grenze zwischen Furth im Wald und Neukirchen beim Heiligen Blut.

## Geschichte
Großaign wird 1612 und 1721 als Teil des Pflegamts Eschlkam erwähnt. Die Gemeinde Großaign entstand mit dem Bayerischen Gemeindeedikt von 1818. Sie umfasste die Orte
- Großaign
- Neuaign

Das Dorf Kleinaign bildete bis 1. April 1971 ebenfalls eine selbständige Gemeinde und kam danach zu Großaign. Sie umfasste die Orte
- Gaishof (den Gemeindesitz)
- Kleinaign
- Schachten

Im Zuge der Gebietsreform in Bayern kam die Gemeinde Großaign mit Kleinaign am 1. Mai 1978 zur Gemeinde Eschlkam.

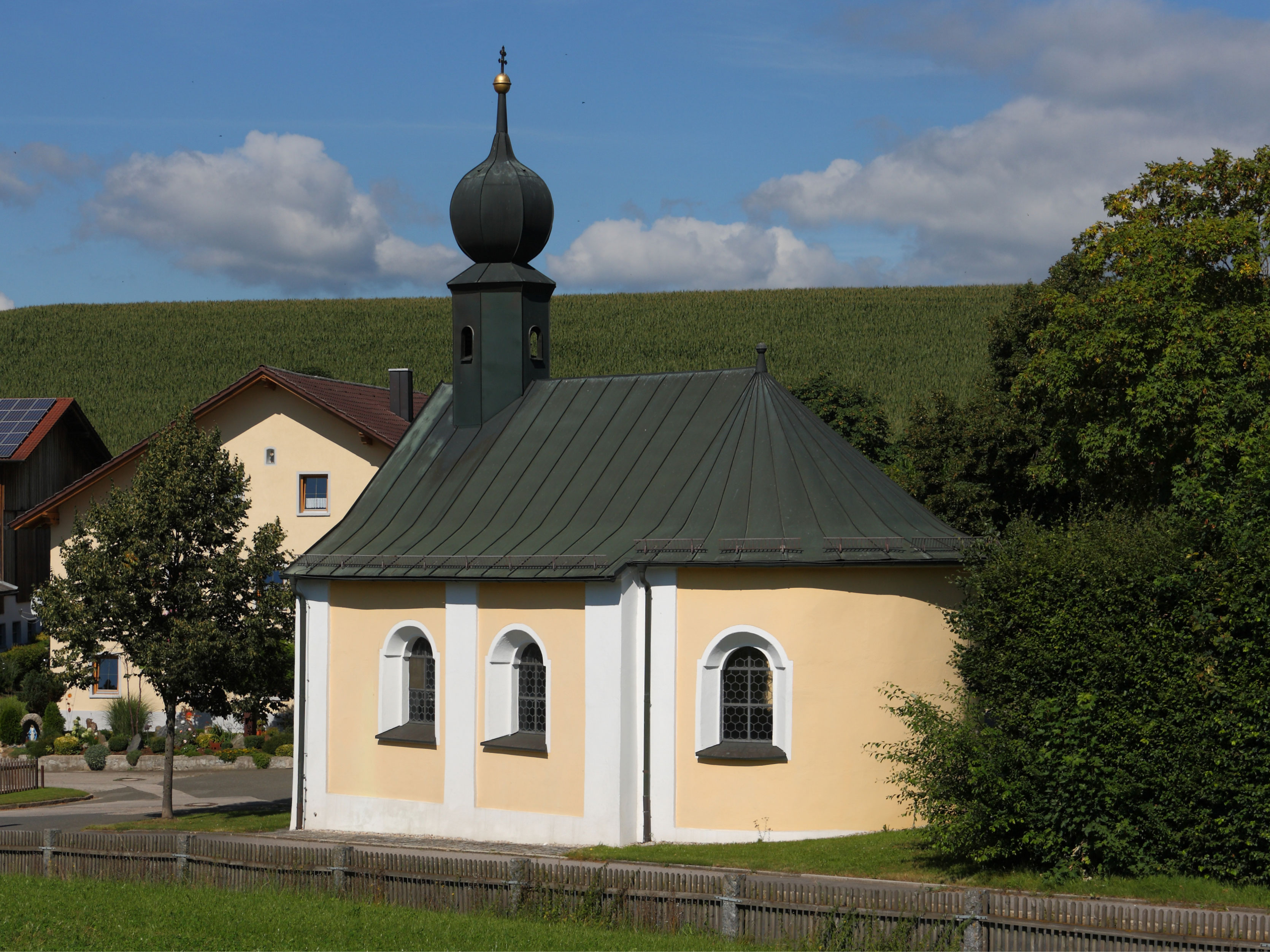
Dorfkapelle St. Leonhard

## Baudenkmäler
- St. Leonhard[3], 1730 erbaut
- Waldkapelle St. Maria, sogenannte Schöneichen-Kapelle
- zwei Waldlerhäuser